# Institutions d'Ancien Régime en Bourgogne
La Bourgogne a été administrée sous l'Ancien Régime par un ensemble complexe d'institutions et d'administrations.
À la veille de la Révolution française, elle constituait sur le plan militaire un gouvernement, sur le plan administratif et financier une généralité, sur le plan ecclésiastique un ensemble de diocèses, et sur le plan judiciaire le ressort d'un Parlement et de bailliages.
L'intendant administrait la généralité avec l'aide de trente-trois subdélégués.

## Les circonscriptions
- Duché de Bourgogne
- Généralité de Bourgogne
- Gouvernement de Bourgogne

## L'assemblée provinciale
- Les États de Bourgogne

## Les juridictions
- Le Parlement de Dijon
- Les Présidiaux et bailliages de Bourgogne
- La Maîtrise des eaux-et-forêts
- La Maréchaussée de Bourgogne
- La Chambre des comptes de Bourgogne
- La Cour des aides de Dijon
- Le Bureau des finances de Bourgogne

## Les commissaires du Roi
- Gouverneurs de Bourgogne
- Commandants en chef en Bourgogne
- Intendant de Bourgogne

## Lesdiocèses
Les diocèses et archidiocèses ont juridiction sur tout ou partie de la Bourgogne.
- Diocèses et archidiocèses ayant leur siège en Bourgogne :
  - Diocèse d'Autun (Évêque Tallerand),
  - Diocèse de Mâcon (Évêque Moreau),
  - Diocèse de Chalon (sur Saône) (Évêque du Chilleau),
  - Diocèse d'Auxerre (Évêque Champion de Cicé),
  - Diocèse de Dijon, érigé en 1731, (Évêque Desmontier de Mérinville),
  - Diocèse de Belley, (Évêque Courtois),

- Diocèses et archidiocèses ayant leur siège hors de Bourgogne :
  - Diocèse de Troyes
  - Archidiocèse de Sens
  - Diocèse de Langres
  - Archidiocèse de Besançon
  - Diocèse de Saint-Claude, érigé en 1742
  - Diocèse de Nevers
  - Archidiocèse de Lyon